# أ. سكوت سلون
أ. سكوت سلون هو قاضي ومحامي وسياسي أمريكي، ولد في 12 يونيو 1820 في مقاطعة ماديسون في الولايات المتحدة، وتوفي في 8 أبريل 1895 في ويسكونسن في الولايات المتحدة. نشط حزبياً في الحزب الجمهوري. وقد انتخب عضو جمعية ولاية ويسكونسن ‏ وانتخب عضو مجلس النواب الأمريكي ‏.